# William Crookes

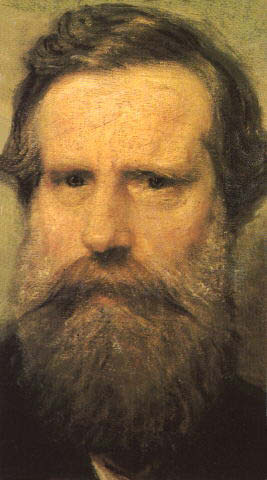
William Crookes.

William Crookes, född 17 juni 1832, död 4 april 1919, var en brittisk kemist och fysiker. 
Crookes studerade kemi vid Royal college of chemistry, anställdes 1854 på meteorologiska avdelningen vid Radcliffeobservatoriet i Oxford och blev 1855 föreläsare i kemi i Chester. Crookes grundade 1859 tidskriften Chemical news. Som fysiker gjorde han sin främsta insats på elektricitetslärans område, där han framför allt sysslade med undersökningar över elektricitetens gång genom förtunnade gaser. Särskilt ägnade han katodstrålarna och deras egenskaper ingående studier. Han utförde dessutom undersökningar av solspektrumet, och upptäckte 1861 under spektralanalytiska undersökningar grundämnet tallium. Crookes konstruerade även den första radiometern, och var en av de första som studerade radioaktiviteten. Han konstruerade även spintariskopet. Crookes invaldes 1916 som utländsk ledamot av svenska Vetenskapsakademien.